# Нолинка
 Нолинка  — деревня в Альметьевском районе Татарстана. Входит в состав Ямашского сельского поселения.

## География
Находится в юго-восточной части Татарстана на расстоянии приблизительно 7 км по прямой на северо-запад от районного центра города Альметьевск.

## История
Основана в начале XIX века. Упоминалась также как Нолинский Завод, Солововский Завод.

## Население
Постоянных жителей было: в 1859 — 76, в 1889—130, в 1897—125, в 1910—232, в 1926—239, в 1938—279, в 1949—319, в 1958—225, в 1970—243, в 1979—165, в 1989 — 76, в 2002 — 87 (русские 85 %), 175 в 2010.